# Wildenseealm
Die Wildenseealm ist eine Alm in der Gemeinde Altaussee im österreichischen Bundesland Steiermark. Die Alm liegt im Westen des Toten Gebirges, in einer Höhe von 1500 m ü. A. etwa 1 km südlich des Wildensees. Die rund 15 Almhütten sind im klassischen Ausseer Stil erbaut. Sie haben einen kleinen Stall unten und den Wohnraum darüber. Die Alm ist im Besitz der Österreichischen Bundesforste. Mehrere Bauern besitzen die Servituts-Weiderechte und treiben im Sommer Galtvieh auf. Als Weide wird auch die sogenannte Hufnagelwiese direkt am Wildensee genutzt. Mitte des 19. Jahrhunderts standen auf der Alm 18 Hütten und es wurden 107 Kühe und 104 Schafe aufgetrieben.

## Wanderwege
- Weg 212 vom Hochklapfsattel
- Weg 235 vom Albert-Appel-Haus
- Weg 212 von der Rinnerhütte